# Ofloxacina

Ofloxacina

Ofloxacina é uma fluoroquinolona (quinolona com associação de flúor) de amplo espectro de ação, mas que possui algumas restrições ao uso, como foi verificado em estudo com animais prenhos, cujos filhotes sofreram efeitos nocivos sobre cartilagem de crescimento. Tem contraindicação relativa em gestantes, menores de 17 anos e casos de hipersensibilidade às quinolonas.